# Лет изнад кукавичјег гнезда (филм)
Лет изнад кукавичјег гнезда (енг. One Flew Over the Cuckoo's Nest) је амерички психолошко-драмски филм из 1975. године, у режији Милоша Формана, базиран на истоименом роману који је написао Кен Кизи. У главној улози је Џек Николсон као Рендал Мекмарфи, нови пацијент у менталној институцији, док су у осталим улогама Луиза Флечер, Вилијам Редфилд, Вил Сампсон, Сидни Ласик, Бред Дуриф, Дени Девито и Кристофер Лојд, у свом дебитантском филму.
Снимање је почело у јануару 1975. и трајало је три месеца, а снимало се у Сејлему и околним местима, међу којима је и обала Орегона. Продуценти су одлучили да сниме филм у држаној болници у Орегону, стварној менталној болници, јер се ту уједно одигравала и радња романа.
Сматран једним од најбољих филмова икада снимљених, Лет изнад кукавичјег гнезда је смештен на 33. место листе Америчког филмског института, „100 година АФИ-ја... 100 филмова”. Уз филмове Догодило се једне ноћи (1934) и Кад јагањци утихну (1991), ово је једини филм који је добио Оскаре у свих пет главних категорија (најбољи филм, најбољи главни глумац, најбоља главна глумица, најбољи режисер и најбољи сценарио). Такође је освојио многобројне награде Златни глобус и БАФТА. Конгресна библиотека је 1993. године изабрала филм за очување у Националном регистру филмова, као „културно, историјски или естетски значајан”.

## Радња
Године 1963. у Орегону, рецидивистички злочинац Рендал Патрик Мекмарфи, пресељен је у менталну установу након што је на затворској фарми издржао кратку казну због неколико оптужби за напад и силовање 15-годишњакиње. Иако заправо није ментално болестан, Мекмарфи се нада да ће избећи тежак рад и да ће издржати остатак казне у опуштеном окружењу. По доласку у болницу, проналази одељење које води медицинска сестра Милдред Рачед, хладна, пасивно-агресивна жена тиранин, која користи своја правила и ауторитет да застраши своје пацијенте и доведе их у рестриктивно, радосно стање.
Остали пацијенти укључују: анксиозног, муцајућег Билија Бибита; Чарлија Чезвика, склоног дечјим нападима беса; заблудног и невиног Мартинија; добро образованог, параноичног Дејла Хардинга; ратоборног и погрдног Макса Табера; епилептичног Џима Сифелта и Бруса Фредриксона, од којих први даје своје лекове другом; тихог, али насилнички расположеног „Поглавицу” Бромдена, веома високог и глувонемог Индијанца, као и неколицину других са тежим менталним стањима. Рачедова убрзо види Мекмарфијеву живахну, бунтовну присутност као претњу њеном ауторитету, па она одузима пацијентима цигарете и укида им привилегије за играње карата. Током боравка у одељењу, Мекмарфи улази у битку воље са Рачедовом. Он краде болнички аутобус, бежи са неколико пацијената које води на риболов, где подстиче пријатеље да открију сопствене способности и пронађу самопоуздање.
Након што је сазнао да се судске временске казне не односе на болницу и да би тамо могао да остане на неодређено време, Мекмарфи планира бекство, охрабрујући Поглавицу да баци конзолу за хидротерапију кроз прозор. Такође је откривено да су Мекмарфи, Поглавица и Табер једини нехронични пацијенти осуђени на боравак у установи, јер су остали самоиницијативни и могу добровољно да се одјаве у било које време, али се превише плаше. Мекмарфи, Поглавица и Чезвик упадају у свађу са надређенима, након што се Чезвик узнемири због заплењених цигарета. Рачедова их шаље у „шок собу”, где Мекмарфи открива да Поглавица у ствари може да говори и чује, као и да је осмислио своју глувонемост да не би ступио у везу ни са ким. Након што се подвргнуо електроконвулзивној терапији, Мекмарфи се враћа у одељење, претварајући се да има оштећење мозга, мада открива да га је лечење учинило још одлучнијим. Мекмарфи и Поглавица планирају да побегну, али одлучују да прво приреде тајну Божићну забаву за своје пријатеље, након што Рачедова оде преко ноћи.
Мекмарфи ушуња две жене, Кенди и Роуз, у одељење, доносећи флаше алкохола и подмићује ноћног стражара. Након вечерње журке, Мекмарфи и Поглавица се припремају за бег, позивајући Билија да пође са њима. Пошто није спреман да напусти болницу, он то одбија. Били тражи „састанак” са Кенди, а Мекмарфи договара са њом да има секс са њим. Рачедова стиже ујутро и налази одељење у нереду, а већину пацијената пијане. Открива Билија и Кенди заједно и намерава да осрамоти Билија пред свима. Били успева да преброди свој муцање и супротставља се Рачедовој. Када му запрети да ће ово испричати његовој мајци, Билија савладава притисак и враћа се свом муцању. Рачедова га премешта у лекарску ординацију, док сачека да доктор дође. Тренутак касније, када Мекмарфи покушава да побегне, Били извршава самоубиство, прелазећи преко свог врата разбијеним стаклом. Мекмарфи у налету беса хвата Рачедову за врат и обара је на под, гушећи је обема рукама, док га члан обезбеђења не обори.
Нешто касније, Рачедова се враћа са оковратником и слабим гласом, изгубивши своје најважније оружје у застрашивању пацијената, а Хардинг сада води поново дозвољену игру карама. Прошириле су се гласине да је Мекмарфи побегао како не би био одведен на „горњи спрат”. Касније те ноћи, Поглавица види како се Мекмарфи враћа у свој кревет. Мекмарфи крајње не личи на себе и физички је млитав, а Поглавица открива ожиљке лоботомије на његовом челу. У чину милосрђа, Поглавица гуши Мекмарфија јастуком до смрти. Тада је коначно у стању да подигне хидротерапијску конзолу са пода, баци је кроз прозор и побегне у ноћ, што развесељава Табера.

## Улоге
| Глумац            | Улога                  |
| ----------------- | ---------------------- |
| Џек Николсон      | Рендал Патрик Мекмарфи |
| Луиза Флечер      | Сестра Милдред Рачед   |
| Вилијам Редфилд   | Дејл Хардинг           |
| Дин Р. Брукс      | др Џон Спајви          |
| Скатман Крадерс   | Теркл                  |
| Дени Девито       | Мартини                |
| Вилијам Дјуел     | Џим Сифелт             |
| Бред Дуриф        | Били Бибит             |
| Кристофер Лојд    | Макс Табер             |
| Вил Сампсон       | Поглавица Бромден      |
| Винсент Скијавели | Брус Фредериксон       |
| Нејтан Џорџ       | Стражар Вашингтон      |
| Муако Камбука     | Стражар Ворен          |
| Јосип Елик        | Банчини                |
| Лан Фендорс       | Сестра Ицу             |
| Кен Кени          | Бинс Гарфилд           |
| Алонзо Браун      | Милер                  |
| Мајкл Бериман     | Елис                   |
| Питер Броко       | Пуковник Матерсон      |
| Сидни Ласик       | Чарли Чезвик           |

## Анализа
Роман Лет изнад кукавичјег гнезда је први пут објављен 1962. године, када је Кену Кизију било 27 година. Убрзо је прича о бунтовном Мекмарфију, који постаје штићеник менталне болнице и буни се против репресивног и безосећајног особља, адаптирана у филм.
Лудница, која представља метафору модерног друштва, и прича која поставља незгодна и провокативна питања о нормалности и ненормалности, стиче култни статус међу свима онима који су осећали отпор и бунт, жеђ за променом и ослобађањем од „стега лажног морала”.
У филму се анализира да ли су пацијенти ментално поремећене особе или индивидуе које болешћу реагују на ненормално и болесно друштво. Филм такође испитује да ли су прави лудаци у лудницама или ван њих, као и да ли је општеприхваћена „нормалност” у ствари најопаснија болест. Ове теме су и данас актуелне, можда и више него у време када је филм снимљен.

## Занимљивости
- Локација снимања филма је Орегон, односно једна од болница која се налазила у малом градићу Сејлему.
- Кен Кизи, по чијем роману је снимљен филм, никада није погледао исти због несугласица око поделе зараде филма. Изјавио је да му је драго што је филм снимљен али да га неће погледати.
- Луиза Флечер је десет пута дошла на аудицију, током шест месеци, али режисер би јој сваки пут говорио да не приступа улози правилно, али ју је и упорно звао да се враћа на аудицију. На крају она је ипак добила улогу главне негативке.
- Мел Ламберт који је играо лучког службеника, био је у ствари локални бизнисмен а не професионални глумац. Имао је јако добре односе с Индијанцима који су живели у том крају и управо је он био тај који је предложио Вила Самсона за улогу Поглавице Бромдена.
- Вил Самсон који је глумио Поглавицу Бромдена, био је у ствари ренџер у оближњем парку у чијој се близини филм снимао. Изабран је за улогу зато што је био једини Индијанац који је био толико крупан.
- Ову причу Кин Кизи је засновао на свом личном искуству и на причама које је чуо и доживео док је радио у болници за ратне ветеране у Пал Алту.
- Сцене рибарења снимљене су у заливу Депое у Орегону, најмањој луци на свету.
- Током снимања члан екипе који је преносио каблове оставио је прозор на другом спрату отвореним тако да је стварни пацијент кренуо да излази кроз прозор, пао на земљу и повредио се. Следећег дана локалне новине известиле су о незгоди у чланку с насловом „Пад из кукавичјег гнезда”.[5]